# Democracia Aberta
A Democracia Aberta é uma plataforma global que publica em espanhol, português e inglês as vozes que incidem no debate sobre a democracia, mobilização, participação, justiça e direitos humanos no continente latino-americano, na Europa, e mais além. 

## Secção da openDemocracy
A democraciaAberta é uma das 5 secções independentes da openDemocracy, plataforma independente que publica até 60 artigos por semana em que atrai mais de 8 milhões de visitas por ano.
A openDemocracy é uma fundação sem ânimo de lucro formada por uma página principal e uma série de secções independentes editorial e financeiramente, como a democraciaAberta.  
A democraciaAberta, tal como as outras secções independentes contribuem para a missão conjunta de desafiar o poder e inspirar uma mudança progressiva em áreas prioritárias específicas. 
A democraciaAberta está acompanhada por outras quatro secções principais independentes:
ODR – sobre a liberdade na Rússia e na Eurásia
Publica em inglês e russo, e cobre a política, a sociedade civil, os direitos humanos e a cultura na Rússia e nos antigos estados soviéticos.
50.50 – Estratégias para uma democracia inclusiva
Perspectivas criticas sobre a justiça social, a igualdade de género e o pluralismo.
Transformation – onde o amor se une à justiça social
Conta as histórias daqueles que combinam a mudança pessoal e a social para melhorar as nossas sociedades.
OpenDemocracyUK – sobre a crise da democracia na Grã-Bretanha
Questiona e investiga o poder no Reino Unido, já seja público ou secreto, cultural ou económico, desde uma perspectiva que pretende garantir e melhorar a liberdade partilhada. 

## Missão
A democraciaAberta trabalha para proporcionar uma análise pluralista de qualidade sobre a transformação democrática, a evolução política e a defesa dos direitos humanos e da justiça social dentro da região latino-americana, e liga-la com o debate europeu e global.
A democraciaAberta contribui para a aparição duma esfera pública em espanhol e português, e para o fortalecer dum ecossistema de meios e autores independentes, multiplicando a sua incidência na esfera pública global.

## Creative Commons
Ao publicar através duma licença Creative Commons, a democraciaAberta amplia o alcance dos seus artigos muito mais além da sua própria página web e dos seus leitores, uma vez que os mesmos são republicados noutros meios, são referenciados e as suas traduções circulam livremente na rede. 

## Financiamento
Dependemos do apoio daqueles que acreditam na importância do nosso trabalho, tanto indivíduos como organizações. Tanto a openDemocracy como a democraciaAberta são publicadas pela openDemocracy Limited, entidade registada no Reino Unido (# 3855274) propriedade duma fundação sem ânimo de lucro, a Fundação openDemocracy para o Avanço da Educação Global (# 04807614).